# 공포의 숨소리
"공포의 숨소리"는 1974년에 개봉한 대한민국의 영화이다.

## 캐스팅
- 이영옥
- 이순재
- 정혜선
- 김무영
- 이자영